# Hagen Hohlfeld
Hagen Hohlfeld (* 11. September 1987 in Leipzig) ist ein ehemaliger deutscher Basketballspieler.

## Werdegang
Hohlfeld spielte für den USC Leipzig in der 2. Regionalliga und ging dann in die Vereinigten Staaten. Er studierte zunächst zwei Jahre am Missouri Valley Collage, dann an der University of Dallas. Für die Basketballmannschaft der texanischen Hochschule, die der dritten NCAA-Division angehört, bestritt er im Spieljahr 2008/09 insgesamt 16 Einsätze.
2009 kehrte Hohlfeld nach Leipzig zurück und stieg mit dem USC 2010 als Zweiter der 1. Regionalliga Süd-Ost in die 2. Bundesliga ProB auf. Er zählte ebenfalls zur Uni-Riesen genannten Mannschaft, als diese 2012/13 in der zweithöchsten deutschen Basketballliga antrat. Hohlfeld kam in dieser Saison in vier Begegnungen der 2. Bundesliga ProA zum Einsatz.